# Phytometra amata
Phytometra amata is een vlinder uit de familie van de spinneruilen (Erebidae). De wetenschappelijke naam van de soort is voor het eerst geldig gepubliceerd in 1879 door Butler.
Deze nachtvlinder komt voor in Europa.